# SN 2008cz
SN 2008cz – supernowa typu Ia odkryta 9 czerwca 2008 roku w galaktyce AGC211492. W momencie odkrycia miała maksymalną jasność 18,10m.